# Dan Eggen
Dan Eggen (Oslo, Noruega, 13 de enero de 1970) es un exfutbolista noruego que actualmente ejerce de entrenador. Se desempeñaba como defensa y se retiró en 2004 jugando para el Le Mans FC. En la actualidad es el mánager de la banda de rock El Caco.

## Clubes
| Club             | País      | Años      |
| ---------------- | --------- | --------- |
| BK Frem          | Dinamarca | 1990-1993 |
| Brøndby IF       | Dinamarca | 1993-1997 |
| RC Celta de Vigo | España    | 1997-1999 |
| Deportivo Alavés | España    | 1999-2003 |
| Rangers FC       | Escocia   | 2003      |
| Le Mans FC       | Francia   | 2003-2004 |